# Continental Classic (2024)
O 2024 Continental Classic, coloquialmente abreviado como C2, é um próximo wrestling profissional torneio round-robin organizado pela promoção americana All Elite Wrestling  (AEW). A segunda edição anual do AEW Continental Classic começará no episódio Thanksgiving Eve de AEW Dynamite em 27 de novembro e culminará no Worlds End pay-per-view (PPV) evento em 28 de dezembro de 2024. As partidas do torneio são realizadas sob “Regras Continentais”, que estabelecem um limite de tempo de vinte minutos e proíbem estritamente interferências externas.

## Visão geral
O AEW Continental Classic é um torneio anual que começa após o evento Full Gear pay-per-view (PPV) da promoção em meados de novembro e termina no Worlds End PPV no final de dezembro. O torneio acontece no formato round-robin, com dois blocos de seis lutadores - intitulados Ligas Azul e Ouro - lutando entre si nos programas de televisão da AEW, Dynamite , Rampage e Collision. As lutas são realizadas sob as "Regras Continentais": cada luta tem limite de tempo de vinte minutos, nenhum outro lutador é permitido ao lado do ringue e interferência externa é estritamente proibida sob ameaça de dedução de um ponto. Semelhante à maioria das ligas de futebol, os vencedores das partidas obtêm três pontos por vitória e as partidas empatadas dão um ponto para cada participante. Após a fase round-robin, os dois melhores lutadores de cada liga se classificam para uma partida final da liga, com empates quebrados com base no confronto direto. O vencedor de cada partida final da liga se enfrentará pelo AEW Continental Championship no Worlds End.
Como atual campeão continental, Kazuchika Okada recebeu entrada automática no torneio. Daniel Garcia anunciou sua entrada na coletiva de imprensa após Full Gear, e os outros dez participantes serão anunciados em uma apresentação "Domingo de Seleção" antes de o início do torneio.

## Lutas
|  | Luta da Liga Azul  |
|  | Luta da Liga Ouro  |
|  | Luta final da liga |
|  | Final do Torneio   |

| Datas          | Show                                                       | Local                                                       | Lutas | Lutas                                                                  | Tempo |
| -------------- | ---------------------------------------------------------- | ----------------------------------------------------------- | ----- | ---------------------------------------------------------------------- | ----- |
| 27 de novembro | Dynamite (Thanksgiving Eve Dynamite)                       | Wintrust Arena Chicago, Illinois                            | B     | Shelton Benjamin derrotou Mark Briscoe                                 | 11:44 |
| 27 de novembro | Dynamite (Thanksgiving Eve Dynamite)                       | Wintrust Arena Chicago, Illinois                            | G     | Claudio Castagnoli derrotou Ricochet                                   | 13:01 |
| 27 de novembro | Dynamite (Thanksgiving Eve Dynamite)                       | Wintrust Arena Chicago, Illinois                            | G     | Brody King derrotou Darby Allin                                        | 9:35  |
| 27 de novembro | Collision (foi ao ar em 30 de novembro)                    | Wintrust Arena Chicago, Illinois                            | G     | Will Ospreay derrotou Juice Robinson                                   | 12:34 |
| 27 de novembro | Collision (foi ao ar em 30 de novembro)                    | Wintrust Arena Chicago, Illinois                            | B     | Kyle Fletcher derrotou The Beast Mortos                                | 9:52  |
| 27 de novembro | Collision (foi ao ar em 30 de novembro)                    | Wintrust Arena Chicago, Illinois                            | B     | Kazuchika Okada vs. Daniel Garcia fui a um sorteio com limite de tempo | 20:00 |
| 4 de dezembro  | Dynamite                                                   | Fishers Event Center Fishers, Indiana                       | G     | Kyle Fletcher derrotou Shelton Benjamin                                | 15:48 |
| 4 de dezembro  | Dynamite                                                   | Fishers Event Center Fishers, Indiana                       | G     | Claudio Castagnoli derrotou Brody King                                 | 14:17 |
| 4 de dezembro  | Rampage (exibido em 6 de dezembro)                         | Fishers Event Center Fishers, Indiana                       | B     | Kazuchika Okada derrotou Mark Briscoe                                  | 13:26 |
| 4 de dezembro  | Rampage (exibido em 6 de dezembro)                         | Fishers Event Center Fishers, Indiana                       | B     | Daniel Garcia derrotou The Beast Mortos                                | 10:25 |
| 4 de dezembro  | Rampage (exibido em 6 de dezembro)                         | Fishers Event Center Fishers, Indiana                       | G     | Ricochet derrotou Komander                                             | 12:28 |
| 7 de dezembro  | Collision                                                  | Greater Columbus Convention Center GalaxyCon Columbus, Ohio | G     | Darby Allin derrotou Komander                                          | 13:11 |
| 7 de dezembro  | Collision                                                  | Greater Columbus Convention Center GalaxyCon Columbus, Ohio | B     | Kyle Fletcher derrotou Kazuchika Okada                                 | 16:57 |
| 7 de dezembro  | Collision                                                  | Greater Columbus Convention Center GalaxyCon Columbus, Ohio | B     | Mark Briscoe derrotou Daniel Garcia                                    | 16:22 |
| 11 de dezembro | Dynamite (Winter Is Coming)                                | T-Mobile Center Kansas City, Missouri                       | G     | Will Ospreay derrotou Claudio Castagnoli                               | 13:26 |
| 11 de dezembro | Dynamite (Winter Is Coming)                                | T-Mobile Center Kansas City, Missouri                       | G     | Ricochet derrotou Brody King                                           | 12:46 |
| 12 de dezembro | Collision (Winter Is Coming) (vai ao ar em 14 de dezembro) | Chaifetz Arena St Louis, Missouri                           | B     | Kazuchika Okada derrotou The Beast Mortos                              | 12:44 |
| 12 de dezembro | Collision (Winter Is Coming) (vai ao ar em 14 de dezembro) | Chaifetz Arena St Louis, Missouri                           | B     | Mark Briscoe derrotou Kyle Fletcher                                    | 19:44 |
| 18 de dezembro | Dynamite (Holiday Bash)                                    | Entertainment and Sports Arena Washington, D.C.             | B     | Shelton Benjamin derrotou The Beast Mortos                             | 8:47  |
| 18 de dezembro | Dynamite (Holiday Bash)                                    | Entertainment and Sports Arena Washington, D.C.             | G     | Darby Allin vs. Will Ospreay                                           | 14:38 |
| 18 de dezembro | Rampage (Holiday Bash) (vai ao ar em 20 de dezembro)       | Entertainment and Sports Arena Washington, D.C.             | G     | Brody King derrotou Komander                                           | 14:51 |
| 21 de dezembro | Collision (Christmas Collision)                            | Hammerstein Ballroom New York City, New York                | G     | Ricochet derrotou Will Ospreay                                         | 14:27 |
| 21 de dezembro | Collision (Christmas Collision)                            | Hammerstein Ballroom New York City, New York                | B     | Daniel Garcia derrotou Shelton Benjamin                                | 12:16 |
| 21 de dezembro | Collision (Christmas Collision)                            | Hammerstein Ballroom New York City, New York                | B     | Mark Briscoe derrotou The Beast Mortos                                 | 11:38 |
| 21 de dezembro | Collision (Christmas Collision)                            | Hammerstein Ballroom New York City, New York                | G     | Claudio Castagnoli derrotou Darby Allin                                | 11:17 |
| 22 de dezembro | Dynamite on 34th Street (vai ao ar 25 de dezembro)         | Hammerstein Ballroom New York City, New York                | G     | Will Ospreay derrotou Brody King                                       | 15:30 |
| 22 de dezembro | Dynamite on 34th Street (vai ao ar 25 de dezembro)         | Hammerstein Ballroom New York City, New York                | G     | Darby Allin vs. Ricochet went to a sorteio com limite de tempo         | 20:00 |
| 22 de dezembro | Dynamite on 34th Street (vai ao ar 25 de dezembro)         | Hammerstein Ballroom New York City, New York                | G     | Komander derrotou Claudio Castagnoli                                   | 7:37  |
| 22 de dezembro | Dynamite on 34th Street (vai ao ar 25 de dezembro)         | Hammerstein Ballroom New York City, New York                | B     | Kazuchika Okada derrotou Shelton Benjamin                              | 12:37 |
| 22 de dezembro | Dynamite on 34th Street (vai ao ar 25 de dezembro)         | Hammerstein Ballroom New York City, New York                | B     | Kyle Fletcher derrotou Daniel Garcia                                   | 15:06 |
| 28 de dezembro | Worlds End                                                 | Addition Financial Arena Orlando, Florida                   | SF    | Will Ospreay derrotou Kyle Fletcher                                    | 16:21 |
| 28 de dezembro | Worlds End                                                 | Addition Financial Arena Orlando, Florida                   | SF    | Kazuchika Okada derrotou Ricochet                                      | 12:55 |
| 28 de dezembro | Worlds End                                                 | Addition Financial Arena Orlando, Florida                   | CF    | Kazuchika Okada derrotou Will Ospreay                                  | 19:12 |

## Ligas
|  | Classificado para a final da liga |

| Liga Azul                                  | Liga Azul | Liga de Ouro       | Liga de Ouro |
| ------------------------------------------ | --------- | ------------------ | ------------ |
| Kyle Fletcher                              | 12        | Ricochet           | 10           |
| Kazuchika Okada (c)                        | 10        | Will Ospreay       | 9            |
| Mark Briscoe                               | 9         | Claudio Castagnoli | 9            |
| Daniel Garcia                              | 7         | Darby Allin        | 7            |
| Shelton Benjamin                           | 6         | Brody King         | 6            |
| The Beast Mortos                           | 0         | Komander           | 3            |
| (c) – o atual campeão no início do torneio |           |                    |              |

| Liga Azul   | Benjamin           | Briscoe            | Fletcher           | Garcia           | Mortos           | Okada              |
| ----------- | ------------------ | ------------------ | ------------------ | ---------------- | ---------------- | ------------------ |
| Benjamin    | —                  | Benjamin (11:44)   | Fletcher (15:48)   | Garcia (12:16)   | Benjamin (8:47)  | Okada              |
| Briscoe     | Benjamin (11:44)   | —                  | Briscoe (16:22)    | Briscoe (16:22)  | Briscoe (11:38)  | Okada (13:26)      |
| Fletcher    | Fletcher (15:48)   | Briscoe (19:44)    | —                  | Fletcher         | Fletcher (9:52)  | Fletcher (16:57)   |
| Garcia      | Garcia (12:16)     | Briscoe (16:22)    | Fletcher           | —                | Garcia (10:25)   | Draw (20:00)       |
| Mortos      | Benjamin (8:47)    | Briscoe (11:38)    | Fletcher (9:52)    | Garcia (10:25)   | —                | Okada (12:44)      |
| Okada       | Okada              | Okada (13:26)      | Fletcher (16:57)   | Draw (20:00)     | Okada (12:44)    | —                  |
| Gold League | Allin              | Castagnoli         | King               | Komander         | Ospreay          | Ricochet           |
| Allin       | —                  | Castagnoli (11:17) | King (9:35)        | Allin (13:11)    | Allin (14:38)    | Draw (20:00)       |
| Castagnoli  | Castagnoli (11:17) | —                  | Castagnoli (14:17) | Komander         | Ospreay (13:26)  | Castagnoli (13:01) |
| King        | King (9:35)        | Castagnoli (14:17) | —                  | King (14:51)     | Ospreay          | Ricochet (12:46)   |
| Komander    | Allin (13:11)      | Komander           | King (14:51)       | —                | Ospreay (12:34)  | Ricochet (12:28)   |
| Ospreay     | Allin (14:38)      | Ospreay (13:26)    | Ospreay            | Ospreay (12:34)  | —                | Ricochet (14:27)   |
| Ricochet    | Draw (20:00)       | Castagnoli (13:01) | Ricochet (12:46)   | Ricochet (12:28) | Ricochet (14:27) | —                  |

|  | Finais da Liga Worlds End (28 de dezembro) | Finais da Liga Worlds End (28 de dezembro) | Finais da Liga Worlds End (28 de dezembro) |                     |     | Final do Campeonato Worlds End (28 de dezembro) | Final do Campeonato Worlds End (28 de dezembro) | Final do Campeonato Worlds End (28 de dezembro) |  |
|  |                                            |                                            |                                            |                     |     |                                                 |                                                 |                                                 |  |
|  | B1                                         | Kyle Fletcher                              | 16:21                                      |                     |     |                                                 |                                                 |                                                 |  |
|  | B1                                         | Kyle Fletcher                              | 16:21                                      |                     |     |                                                 |                                                 |                                                 |  |
|  | G2                                         | Will Ospreay                               | Pin                                        |                     |     |                                                 |                                                 |                                                 |  |
|  | G2                                         | Will Ospreay                               | Pin                                        |                     | G2  | Will Ospreay                                    | 19:12                                           |                                                 |  |
|  |                                            |                                            |                                            |                     | G2  | Will Ospreay                                    | 19:12                                           |                                                 |  |
|  |                                            |                                            | B2                                         | Kazuchika Okada (c) | Pin |                                                 |                                                 |                                                 |  |
|  | G1                                         | Ricochet                                   | B2                                         | Kazuchika Okada (c) | Pin | 12:55                                           |                                                 |                                                 |  |
|  | G1                                         | Ricochet                                   |                                            |                     |     |                                                 |                                                 |                                                 |  |
|  | B2                                         | Kazuchika Okada (c)                        | Pin                                        |                     |     |                                                 |                                                 |                                                 |  |